# Ionendünnung
Die Ionendünnung ist ein häufig angewandtes physikalisches Verfahren, das zur Strukturierung meist elektrischer Bauelemente, sowie zum Herstellen dünnster Proben angewendet wird. Es handelt sich hierbei um ein Trockenätzverfahren. Andere Bezeichnungen sind Ionenätzen, Ionenstrahlätzen oder englisch ion milling. Bei definiert gebündeltem Ionenstrahl und geeigneten Detektoren wird das Verfahren zur Abbildung oder Materialanalyse eingesetzt, siehe Focused Ion Beam.

## Funktionsweise
Die Beschleunigung von Ionen, meistens Argon, im Hochvakuum in Richtung des zu bearbeitenden Substrats führt dazu, dass beim Auftreffen eine Impulsübertragung von den hochenergetischen Ionen auf das Substrat stattfindet und dessen Oberfläche zerstäubt und abgetragen wird. Dieser Prozess wird auch als Sputtern bezeichnet.

## Anwendung
Die Ionendünnung gestattet es, dünne Proben mit Dicken unter 100 nm herzustellen. Proben dieser Dicke sind eine notwendige Voraussetzung für die Transmissionselektronenmikroskopie. Dabei kommt es bei kristallinen Proben zu einer Amorphisierung der oberflächennahen Schichten (wenige Nanometer). Die ursprüngliche Kristallstruktur bleibt allerdings im Inneren der Probe erhalten und die amorphen Schichten stören die Beobachtung nicht. Aufgrund der eingeschränkten Geometrie dieser Proben kann die durch die Ionendünnung erzeugte Wärme nur nicht effektiv abgeführt werden und die Proben erhitzen sich auf mehrere hundert Grad Celsius (stark abhängig von der Wärmeleitfähigkeit der Probe und somit vom verwendeten Material). Temperaturempfindliche Proben werden daher während der Ionendünnung gesondert mit flüssigem Stickstoff gekühlt.
Auch Probendicken unter 5 nm lassen sich durch Ionendünnungsverfahren erreichen, wie es für die hochauflösende Transmissionselektronenmikroskopie nötig wird. Hier stören die amorphen Oberflächenschichten, daher müssen sie auch abgetragen werden. Dazu werden die Proben nach dem eigentlichen Ionendünnen nochmals unter sehr flachem Winkel mit sehr geringer Ionenenergie nachgedünnt. Die eigentliche Dünnung geschieht unter größerem Winkel und mit mehr Energie, da so eine höhere Abtragsrate erreicht wird.
Die Ionendünnung wird auch als Ätzverfahren zur Strukturierung von Mikrochips eingesetzt. Um beispielsweise in eine Schicht von weniger als 200 nm Strukturen einzulassen, kann man nicht grobe mechanische Verfahren, wie Laserbearbeitung etc., verwenden, man muss auf feinere Verfahren zurückgreifen. So kann man die Schicht mit Fotolack beschichten, in diese die Strukturen durch fotolithografische Strukturierungsverfahren übertragen und anschließend die freigelegten Stellen mit Ionenbestrahlung abtragen.